# Hypogastrura sahlbergi
Hypogastrura sahlbergi är en urinsektsart som först beskrevs av Reuter 1895.  Hypogastrura sahlbergi ingår i släktet Hypogastrura och familjen Hypogastruridae. Arten är reproducerande i Sverige. Inga underarter finns listade i Catalogue of Life.